# Zhongguo shiku
Zhongguo shiku (chinesisch 中国石窟, Pinyin Zhōngguó shíkū – „Chinesische Felsenhöhlen“) ist eine archäologische chinesische Buchreihe zu den chinesischen Felsenhöhlen. Sie ist Mitte der 1980er und Anfang der 1990er Jahre in Peking im Verlag Wenwu Chubanshe erschienen und vereint das Material der jüngsten Forschungsergebnisse.

## Übersicht
- Dunhuang Mogaoku 敦煌莫高窟 1-5 (Mogao-Grotten von Dunhuang)
- Gongxian shikusi 巩县石窟寺 (Gongxian-Grotten in Henan)
- Kumutula shiku 库木吐喇石窟 (Kumtura-Grotten)
- Longmen shiku 龙门石窟 1-2 (Longmen-Grotten)
- Tianshui Maijishan 天水麦积山 (Maijishan-Grotten)
- Yongjing Binglingsi 永靖炳灵寺 (Bingling-Tempel) (am Gelben Fluss)
- Yungang shiku 云冈石窟 1-2 (Yungang-Grotten)
- Kezi'er shiku 1-3 克孜尔石窟 (Kizil-Grotten)